# Carlos Iraldi
Carlos Iraldi (Buenos Aires, 28 de enero de 1920 - 4 de diciembre de 1995) fue un lutier e inventor argentino, designado desde 1967 luthier emérito del grupo Les Luthiers.

## Biografía
Nació en el barrio porteño de Barracas. En Coro de la Facultad de Ingeniería de Buenos Aires conoció a los futuros integrantes de Les Luthiers. Fue en principio un "luthier emérito" ya que colaboraba activamente con Gerardo Masana en la creación de los primeros instrumentos informales. Tras las muerte de Masana (1973) Iraldi pasa a ser el "luthier de Les Luthiers" creando en solitario y con la asistencia de Carlos Núñez Cortés, los instrumentos informales utilizados por el grupo argentino Les Luthiers, entre ellos el Órgano de campaña, La Marimba de cocos, El Ferrocalíope, El Narguilófono, La Mandocleta.
La "ceremonia" de nombramiento de luthier emérito tuvo lugar en la casa de soltero de Nuñez Cortés a mediados de 1967 en un ambiente informal.
Tuvo un rol fundamental en la vida profesional de Les Luthiers con la construcción de dichos instrumentos, ya que estos son una marca distintiva de este grupo.
Falleció el 15 de diciembre de 1995, a los 75 años de edad.
Su biografía ha quedado minuciosamente registrada en el libro que compilara Lucía Maranca con datos aportados por quienes lo conocieron, en el año 1997, titulado Carlos Iraldi, Luthier de Sonidos.
Desde 1997 el cargo que Iraldi ocupaba, como luthier de Les Luthiers, pasó a ocuparlo Hugo Domínguez.